# Chacha Hormazábal
Inés María Hormazábal Tovar (Lima, 16 de febrero de 1956-Lima, 25 de enero de 2020), conocida por su nombre artístico Chacha Hormazábal, fue una actriz y presentadora peruana. Fue una de las primeras figuras infantiles de la televisión peruana, que ha ganado reconocimiento por haber participado en numerosas producciones locales, destacándose en programas de concursos, miniseries y películas durante los años 1960 e inicios de 1970.

## Biografía
Nació el 16 de febrero de 1956 en Lima, bajo el nombre completo de Inés María Hormazábal Tovar, en el seno de una familia de clase media alta.
A la edad de seis años, iniciaría su carrera artística bajo el nombre artístico de Chacha Hormazábal, participando en los programas especiales para el canal Panamericana Televisión en 1962. Al poco tiempo, optaría su incursión en la actuación.
En el año 1966, se incorpora al reparto principal de la película Seguiré tus pasos, interpretando a la niña Edelmira Romero. Seguidamente, Hormazábal debuta en la conducción con el espacio infantil La hora feliz del Twist, donde a la vez cantaba y bailaba, durante el periodo 1966-1967, contando con la participación de Fernando de Soria y Antonio Salim como copresentadores y payasos, y comienza a utilizar el apelativo de la Niña Ye-Yé.
En el año 1967 participó en la teleserie peruana Santa Rosa de Lima, dentro del reparto principal. En ese mismo año, ganó reconocimiento en la televisión peruana como parte del segmento infantil La hora feliz en el programa concurso El show de Scala Gigante, compartiendo segmentos junto a Kiko Ledgard. Gracias a su participación televisiva, le ha permitido incursionar en la actuación como protagonista de la adaptación local de Alicia en el país de las maravillas por el canal Panamericana, donde asume el papel de Alicia.
Se incursiona como cantante a finales de 1967, interpretando el tema musical «Dios es mi padre».
En el año 1971 fue protagonista de la película Boda diabólica al lado de Patricia Aspíllaga.[cita requerida] Sin embargo, por motivos personales anunció su retiro temporal artístico al año siguiente y dejó de ser la figura infantil del medio local.[cita requerida]
Años más tarde, Hormazábal retoma su faceta artística y televisiva a los 26 años en el año 1982, asumiendo la coconducción del programa concurso La pregunta de los 10 millones junto al periodista Pablo de Madalengoitia. En el año 1986 fue parte del elenco central de la teleserie Saña.
En el año 1989, fue presentadora del certamen de belleza Miss Perú de la edición de ese año.[cita requerida]
Ya para 1998, participó por un breve tiempo en el programa televisivo Utilísima con Camucha Negrete. A partir de esa época, Hormazábal se dedicó a las labores benéficas a lo paralelo con su faceta artística.
Alejada de la televisión peruana, en 2004 funda su propia asociación social Solidar. En el año 2014 fue entrevistada en el programa 2 a la N por el periodista Carlos Cornejo.
Murió la madrugada del 25 de enero de 2020 en Lima, a la edad de 63 años por causas desconocidas. La noticia de su deceso fue confirmada por el presentador Abraham Levy a través de su cuenta personal de Twitter.
Asimismo, el periodista Hugo Coya mostró las condolencias a la familia Hormazábal por su deceso.

## Filmografía

### Televisión
- La hora feliz del Twist (1966-1967), presentadora.
- Santa Rosa de Lima (1967), reparto principal.
- El show de Scala Gigante (1967-1968), presentadora del segmento La hora feliz.
- Alicia en el país de las maravillas (1967), Alicia (protagonista).
- La pregunta de los 10 millones (1982), copresentadora.
- Saña (1986), reparto principal.
- Miss Perú 1989 (1989), presentadora.
- Utilísima (1998), copresentadora.
- 2 a la N (2014), entrevistada.

### Cine
- Seguiré tus pasos (1966), Edelmira Romero (coprotagonista).
- Boda diabólica (1971), protagonista.